# عريضة عجيل (الرقة)
عريضة عجيل قرية سورية تتبع ناحية عين عيسى في منطقة تل أبيض في محافظة الرقة. بلغ عدد سكانها 116 نسمة في عام 2004 حسب إحصاء المكتب المركزي للإحصاء.